# 馬邑郡
馬邑郡，是中國隋朝、唐朝的一个郡。
隋朝大业三年（607年）改朔州设置。治所在善阳县（今山西省朔州市）。在山西省宁武县、恒山以北，黑驼山、洪涛山、左云县以东。户四千六百七十四，下辖四县：善阳县、神武县、云内县、开阳县。隋朝末年，刘武周杀马邑郡太守王仁恭，称定杨可汗，割据于此。
唐朝武德四年（621年），改为朔州。六年（623年），以云内县之恒安镇，置北恒州（后改为云中县，隶云州和云中郡）。天宝、至德年间朔州一度改为马邑郡。户五千四百九十三，口二万四千五百三十三。下辖两县：善阳县、马邑县（今山西省朔州市朔城区神头镇马邑村）。乾元初年复为朔州。

## 太守
隋朝马邑郡太守
- 王仁恭（617年）

唐朝马邑郡太守
- 魏林（天宝年间）